# Jürgen Kenn
Jürgen Kenn (* 1963/1964) ist ein deutsch-luxemburgischer Springreiter.

## Leben
Der aus Winningen stammende Kenn, Sohn eines Fleischfabrikanten, lernte Metzger und Industriekaufmann. Er wurde 1982 auf Maestoso deutscher Meister der Jungen Reiter und im selben Jahr bei der Europameisterschaft der Jungen Reiter im Einzel sowie mit der bundesdeutschen Mannschaft jeweils Dritter.
1985 gewann Kenn auf Feuergeist die Badenia, den Großen Preis des Maimarkt-Turniers von Mannheim. Im selben Jahr war er auf demselben Tier beim CSIO St. Gallen der Sieger im Grossen Preis der Schweiz. Beim Internationalen Reit- und Springturnier von Hannover erreichte er im November 1986 beim Mächtigkeitsspringen auf Stan den geteilten ersten Platz.
Im Februar 1987 war Kenn mit dem Pferd Feuergeist Sieger des seinerzeit mit 30 000 D-Mark dotierten Großen Preises von Neumünster, nachdem er dort bereits zwei andere Springen gewonnen hatte. Kenn gehörte damals dem bundesdeutschen Olympiakader an, verpasste aber die anvisierte Teilnahme an den Olympischen Sommerspielen 1988.
1988 entschloss er sich zum Umzug nach Luxemburg und wurde Mitglied der Luxemburger Verbandsauswahl. 1990 nahm er für Luxemburg an den Weltreiterspielen teil und errang auf Attache den Sieg im Eröffnungsspringen. Im Einzel erreichte er den 14. Platz.